# Wolji
Der Wolji (deutsch „den Mond widerspiegelnde Teich“), ehemals Anapji (deutsch „Enten- und Gänseteich“), auch Imhaejeonji (deutsch „Teich mit das Wasser überblickenden Gebäuden“), ist eine Teichanlage im südkoreanischen Gyeongju, die früher Teil einer Palastanlage war.
Der künstliche Teich befindet sich im Südosten der Stadt an der Hauptstraße Wolseongno. Ursprünglich wurde sie im Jahre 674 von Munmu, dem 30. König von Silla errichtet. Das Ufer des im Grundriss ovalen Teichs wurde durch eine Mauer umschlossen. Von Ost nach West misst der Teich 200 Meter, in Nord-Süd-Ausrichtung 180 Meter. Im Teich befinden sich drei kleine Inseln. Wenn man die kleine Halbinsel im See als Symbol für die koreanische Halbinsel annimmt, könnten die drei Inseln Kyūshū, Jejudo und Taiwan darstellen.
Im Jahr 935 zerstörte ein Brand die fünf Pavillons, die Reste stürzten in den Teich. 1975 legte man zur Restauration den See trocken und entdeckte die Überreste der Gebäude und begann daraufhin mit dem Wiederaufbau von drei Pavillons am Westufer. 730 der 33.000 Fundstücke aus dem Teich werden im Gyeongju Nationalmuseum ausgestellt, darunter Dachziegel, andere Trümmerteile der Gebäude, Krüge, Bronzefiguren Buddhas, Schmuck und Alltagsgegenstände.

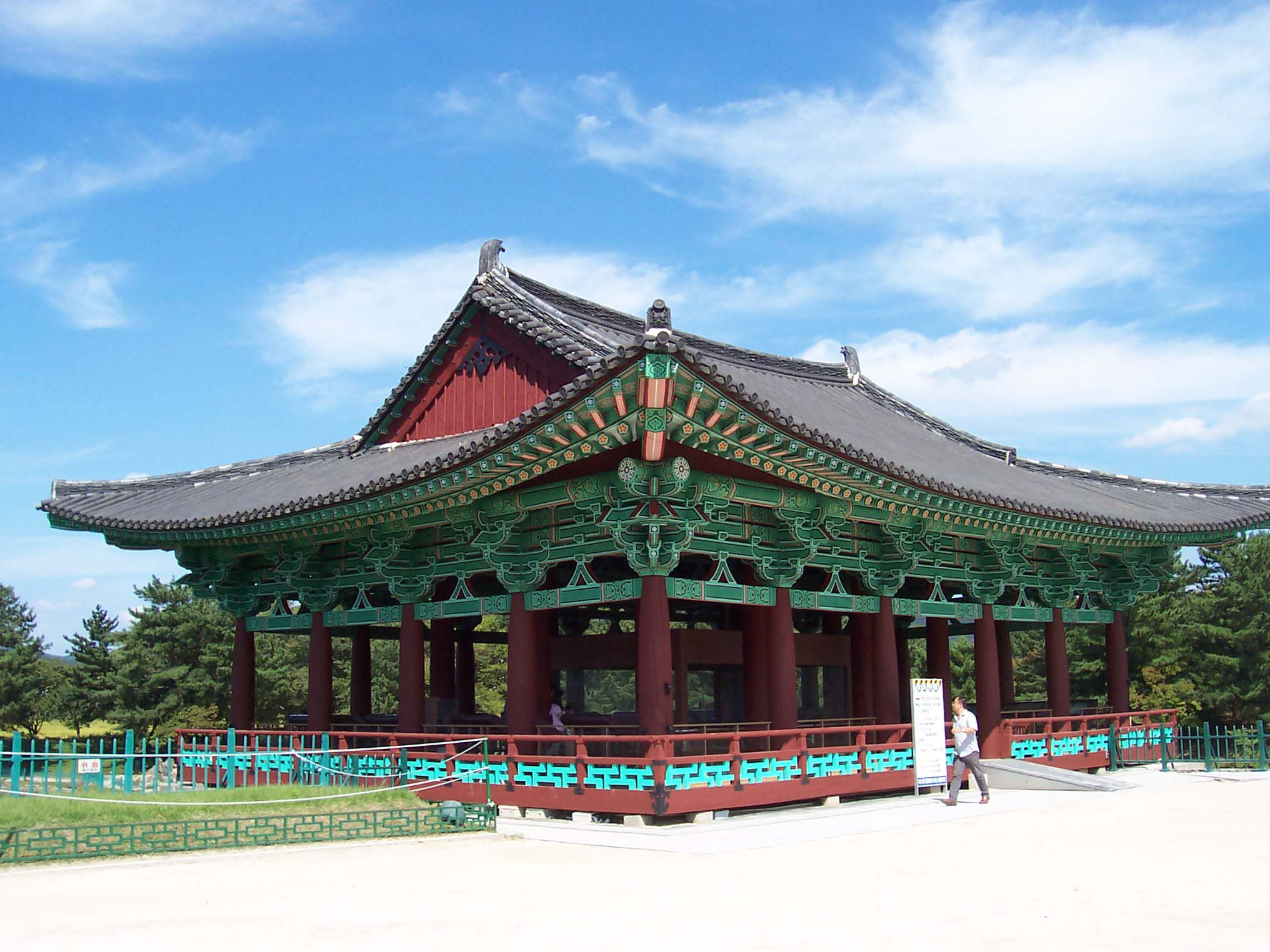
Der Hauptpavillon
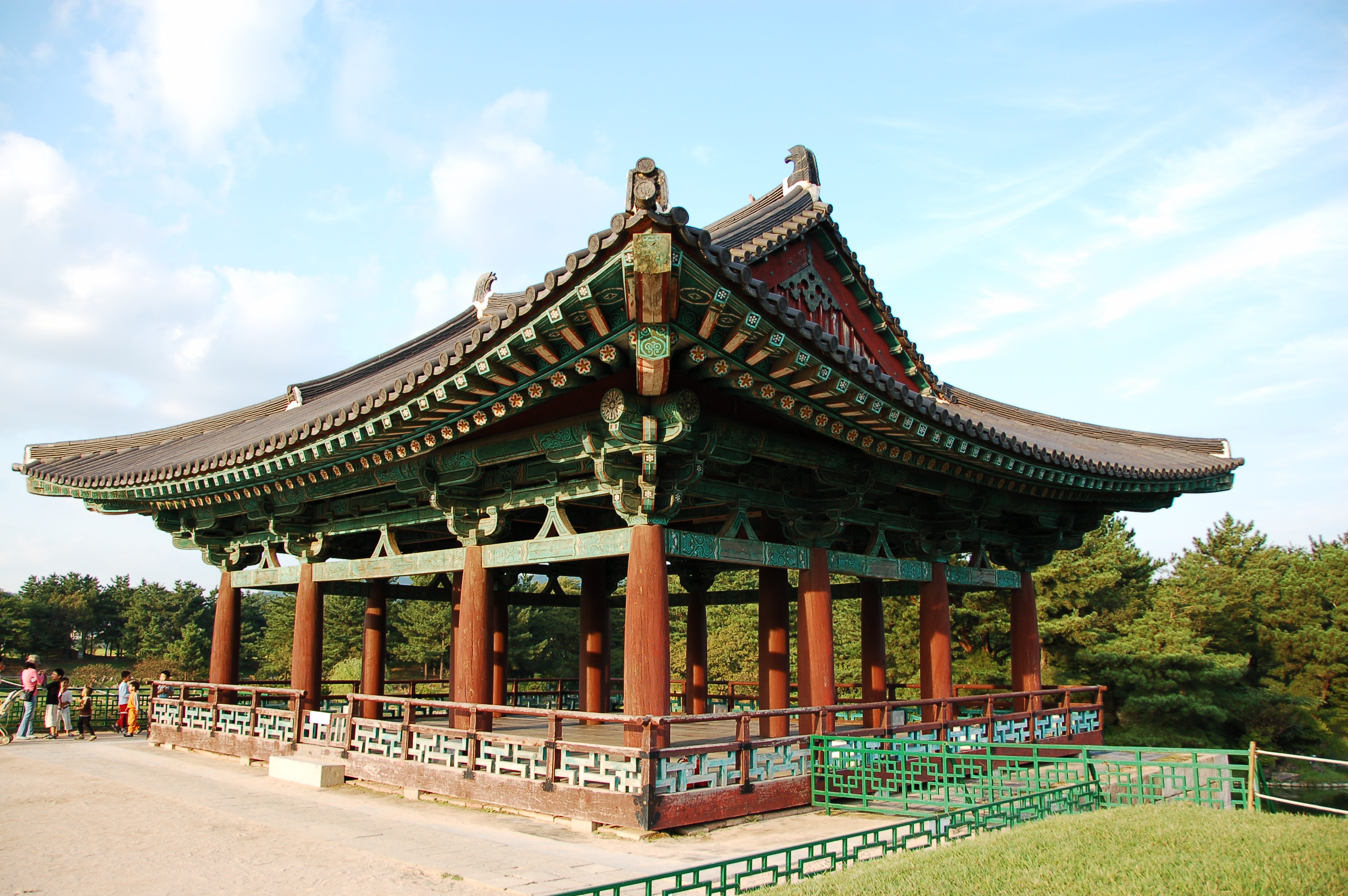
Der zweite Pavillon
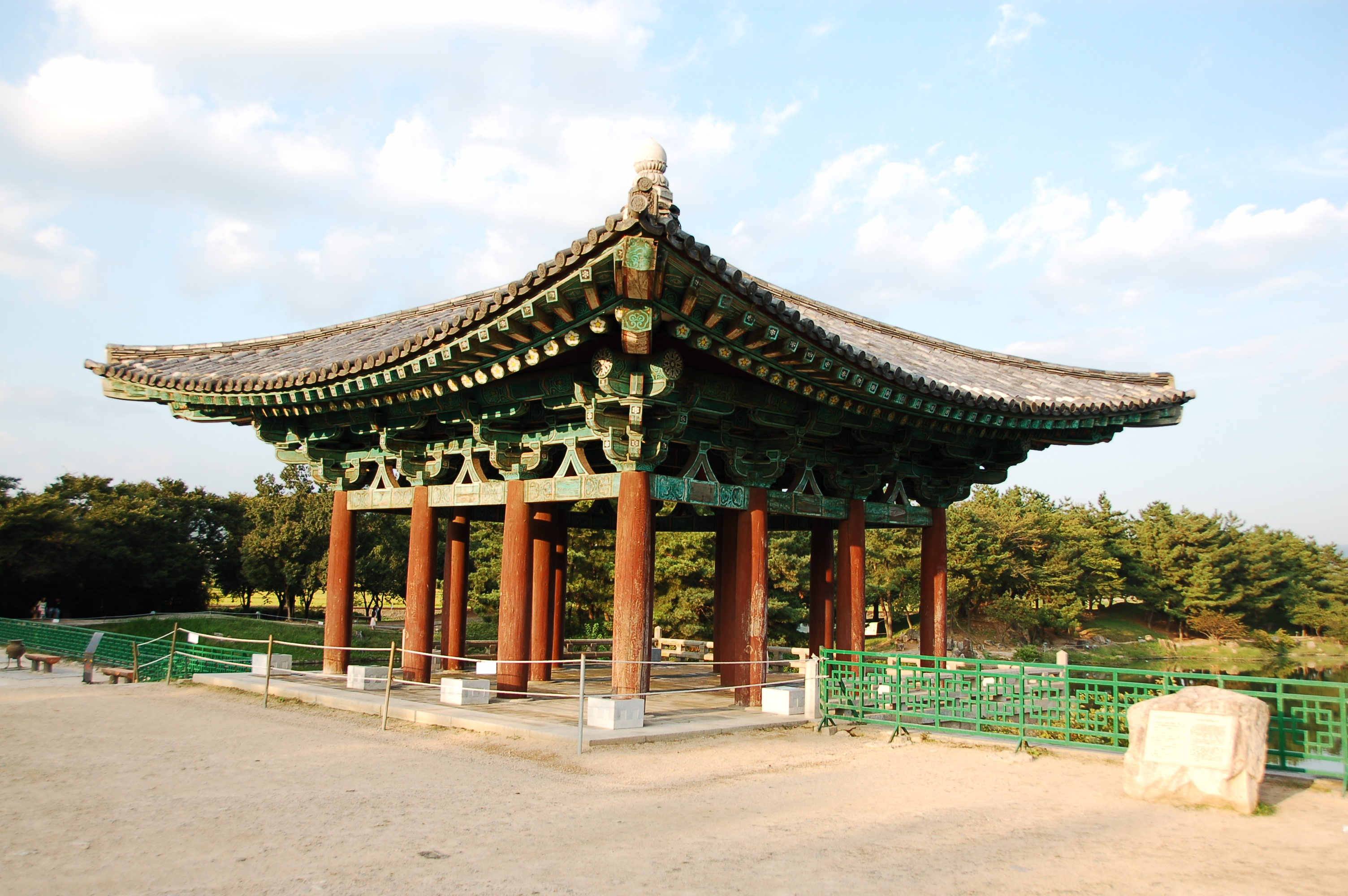
Der dritte Pavillon
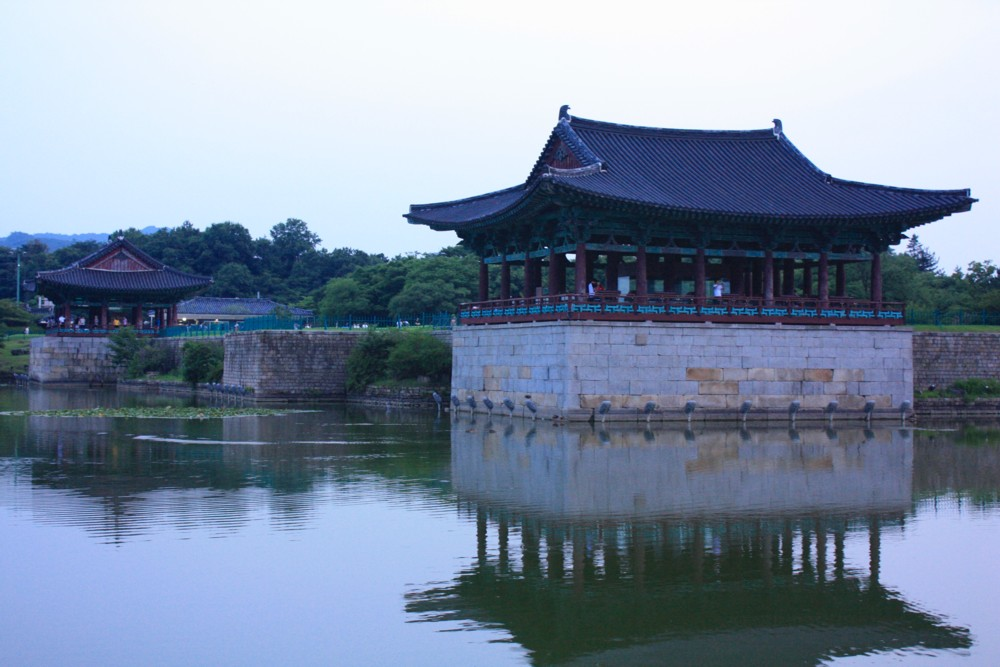
Anapji-Teich am Tag
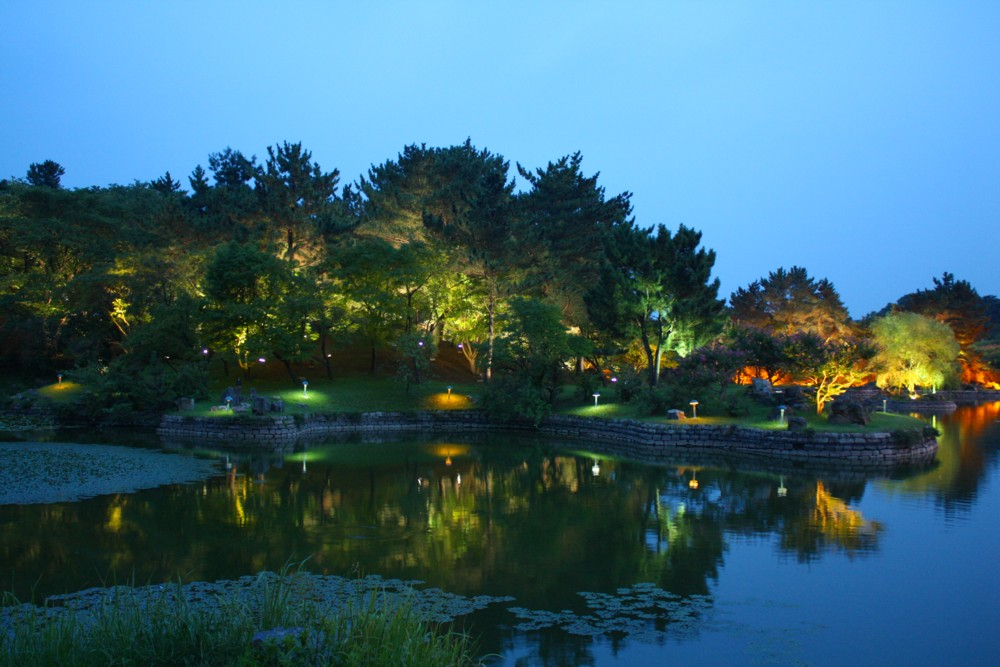
Atmosphäre am Abend